# WCTV-Sendemast
Der WCTV-Sendemast ist ein 609,6 Meter hoher abgespannter Stahlfachwerkmast in der Nähe von Metcalf, Georgia, USA. Er wurde 1987 fertiggestellt und dient zur Verbreitung von Fernsehprogrammen und Hörfunkprogrammen im UKW-Bereich und gehört Gray Midamerica TV.